# Harry Adams
Harry Adams (n. 1 octombrie 1880, Medway⁠(d), Massachusetts, SUA – d. 12 august 1968, Oakland, California, SUA) a fost un trăgător de tir ce a reprezentat Statele Unite ale Americii, medaliat olimpic. A participat la o ediție a Jocurilor Olimpice (1912) în care a câștigat o medalie de aur.